# Бен-Арци, Эфраим
Эфраим Бен-Арци (при рождении Кобринский; 19 июля 1910, Слоним — 2001, Израиль) — израильский военный деятель, предприниматель.

## Биография
Родился в Слониме в семье Шамая Кобринского и Рахиль Слуцкой. Отец был поставщиком одежды для русской армии. В 1924 году эмигрировал в Палестину. В 1929 году вступил в «Хагану».
В 1935 году окончил Гренобльский университет (Франция), специалист в области электроники. Во время Второй мировой войны служил в британской армии, демобилизовался в звании подполковника. С началом Войны за независимость Израиля был одним из основателей Управления технологии и логистики Генштаба армии (в тот период: Управление квартирмейстерской службы, ивр. אגף האפסנאות‎), и служил в качестве заместителя главы Управления. В 1948 — 1949 — военный атташе в США и Канаде.
В 1950 году был произведён в звание генерал-майора и был назначен главой Управления квартирмейстерской службы, занимал эту должность до 1952 года.
После ухода из армии был генеральным директором компании государственного водоснабжения «Мекорот» (1950 — 1955), в 1956 — 1967 — председателем и исполнительным директором.